# Dorsifulcrum reductum
Dorsifulcrum reductum là một loài bướm đêm trong họ Geometridae.